# Tour de France 1936
30. Tour de France rozpoczął się 7 lipca, a zakończył 2 sierpnia 1936 roku w Paryżu. Zwyciężył Belg Sylvère Maes. W klasyfikacji górskiej najlepszy był Hiszpan Julián Berrendero, a w klasyfikacji drużynowej zwyciężyła Belgia.

## Etapy
| Etap | Data       | Trasa                           | Dystans   | Zwycięzca          | Lider wyścigu      |
| ---- | ---------- | ------------------------------- | --------- | ------------------ | ------------------ |
| 1    | 7 lipca    | Paryż – Lille                   | 258 km    | Paul Egli          | Paul Egli          |
| 2    | 8 lipca    | Lille – Charleville             | 192 km    | Robert Wierinckx   | Maurice Archambaud |
| 3    | 9 lipca    | Charleville – Metz              | 161 km    | Mathias Clemens    | Arsène Mersch      |
| 4    | 10 lipca   | Metz – Belfort                  | 220 km    | Maurice Archambaud | Maurice Archambaud |
| 5    | 11 lipca   | Belfort – Évian-les-Bains       | 298 km    | René Le Grevès     | Maurice Archambaud |
| 6    | 13 lipca   | Évian-les-Bains – Aix-les-Bains | 212 km    | Éloi Meulenberg    | Maurice Archambaud |
| 7    | 14 lipca   | Aix-les-Bains – Grenoble        | 230 km    | Theo Middelkamp    | Maurice Archambaud |
| 8    | 15 lipca   | Grenoble – Briançon             | 194 km    | Jean-Marie Goasmat | Sylvère Maes       |
| 9    | 16 lipca   | Briançon – Digne-les-Bains      | 220 km    | Léon Level         | Sylvère Maes       |
| 10   | 18 lipca   | Digne-les-Bains – Nicea         | 156 km    | Paul Maye          | Sylvère Maes       |
| 11   | 19 lipca   | Nicea – Cannes                  | 126 km    | Fédérico Ezquerra  | Sylvère Maes       |
| 12   | 21 lipca   | Cannes – Marsylia               | 195 km    | René Le Grevès     | Sylvère Maes       |
| 13 A | 22 lipca   | Marsylia – Nîmes                | 112 km    | René Le Grevès     | Sylvère Maes       |
| 13 B | 22 lipca   | Nîmes – Montpellier             | ITT 52 km | Sylvère Maes       | Sylvère Maes       |
| 14 A | 23 lipca   | Montpellier – Narbona           | 103 km    | René Le Grevès     | Sylvère Maes       |
| 14 B | 23 lipca   | Narbona – Perpignan             | ITT 63 km | Sylvère Maes       | Sylvère Maes       |
| 15   | 25 lipca   | Perpignan – Luchon              | 325 km    | Sauveur Ducazeaux  | Sylvère Maes       |
| 16   | 27 lipca   | Luchon – Pau                    | 194 km    | Sylvère Maes       | Sylvère Maes       |
| 17   | 29 lipca   | Pau – Bordeaux                  | 229 km    | René Le Grevès     | Sylvère Maes       |
| 18 A | 30 lipca   | Bordeaux – Saintes              | 117 km    | Éloi Meulenberg    | Sylvère Maes       |
| 18 B | 30 lipca   | Saintes – La Rochelle           | ITT 75 km | Sylvère Maes       | Sylvère Maes       |
| 19 A | 31 lipca   | La Rochelle – La Roche-sur-Yon  | 81 km     | Marcel Kint        | Sylvère Maes       |
| 19 B | 31 lipca   | La Roche-sur-Yon – Cholet       | ITT 65 km | Félicien Vervaecke | Sylvère Maes       |
| 19 C | 31 lipca   | Cholet – Angers                 | 67 km     | Paul Maye          | Sylvère Maes       |
| 20 A | 1 sierpnia | Angers – Vire                   | 204 km    | René Le Grevès     | Sylvère Maes       |
| 20 B | 1 sierpnia | Vire – Caen                     | ITT 55 km | Antonin Magne      | Sylvère Maes       |
| 21   | 2 sierpnia | Caen – Paryż                    | 234 km    | Arsène Mersch      | Sylvère Maes       |

## Klasyfikacje
|     | Zawodnik           | Zespół                 | Czas         |
| --- | ------------------ | ---------------------- | ------------ |
| 1.  | Sylvère Maes       | Belgia                 | 142h 47' 32" |
| 2.  | Antonin Magne      | Francja                | +26' 55"     |
| 3.  | Félicien Vervaecke | Belgia                 | +27' 53"     |
| 4.  | Pierre Clemens     | Hiszpania / Luksemburg | +42' 42"     |
| 5.  | Arsène Mersch      | Hiszpania / Luksemburg | +52' 52"     |
| 6.  | Mariano Cañardo    | Hiszpania / Luksemburg | +1h 03' 04"  |
| 7.  | Mathias Clemens    | Hiszpania / Luksemburg | +1h 10' 44"  |
| 8.  | Léo Amberg         | Szwajcaria             | +1h 19' 13"  |
| 9.  | Marcel Kint        | Belgia                 | +1h 22' 25"  |
| 10. | Léon Level         | Touriste-routier       | +1h 27' 57"  |

|    | Zawodnik           | Zespół                 | Punkty |
| -- | ------------------ | ---------------------- | ------ |
| 1. | Julián Berrendero  | Hiszpania / Luksemburg | 132    |
| 2. | Sylvère Maes       | Belgia                 | 112    |
| 3. | Fédérico Ezquerra  | Hiszpania / Luksemburg | 99     |
| 4. | Félicien Vervaecke | Belgia                 | 95     |
| 5. | Antonin Magne      | Francja                | 65     |

### Drużynowa
| Poz. | Kraj                   | Czas         |
| ---- | ---------------------- | ------------ |
| 1.   | Belgia                 | 430h 12' 54" |
| 2.   | Hiszpania / Luksemburg | +48' 20"     |
| 3.   | Francja                | +2h 19' 40"  |
| 4.   | Holandia               | +5h 23' 28"  |
| 5.   | Szwajcaria             | +9h 54' 01"  |